# Coprinellus plagioporus
Coprinellus plagioporus là một loài nấm trong họ Psathyrellaceae. Nó được miêu tả đầu tiên là Coprinus plagioporus bởi nhà nấm học Henri Romagnesi năm 1941, sau đó được xếp vào chi Coprinellus năm 2001.